# Kurenai no Ryuuseiki
Kurenai no Ryuuseiki é um single de Hironobu Kageyama. Foi lançado pela King Records em 23 de junho de 1993 e possui quatro faixas.

## Produção
O single vem com a faixa-título homônima, que foi abertura do anime Ryuuseiki Gakusaver. Já o lado B, "Uchuu ni Yume wo!" foi uma image song da mesma série.
A composição do lado A ficou com Chumei Watanabe, que além de ser extenso currículo em trilhas de animes e séries de tokusatsu, tem alguns de seus trabalhos bastante conhecidos pelo público brasileiro, como nas trilhas sonoras de Uchuu Keiji Gyaban, Sharivan, Uchuu Keiji Shaider, Spielvan, Jiban e Jaspion.
O arranjo do lado B ficou sob a tutela de Kenichi Sudo, um dos parceiros musicais mais longevos da carreira de Kageyama. Sudo trabalhou com Kageyama em seus álbuns Born Again; I'm in You; Cold Rain; e Rock Japan. Também formaram três bandas juntos, a AIRBLANCA, a TRY FORCE e a BROADWAY, com quem compuseram várias músicas para Os Cavaleiros do Zodíaco, a maioria inclusa no álbum Saint Seiya Hit Kyokushuu III BOYS BE ~Kimi ni Ageru Tame ni~. Sudo, aliás, compôs "Blue Dream", segundo encerramento do anime. Compôs e arranjou inúmeras músicas para outra banda de Kageyama, o JAM Project, sendo creditado em praticamente todos os álbuns da banda.

## Legado
Em 2010, Kageyama cantou a faixa-título em um show especial onde cantores se reuniram para um especial de músicas temáticas de produções de robôs. Ele também incluiu a música em sua coletânea comemorativa Hironobu Kageyama 20th Anniversary Eternity.

## Recepção
O site Maaktsuu elogiou o single, dizendo que "é uma deliciosa combinação de uma música legal, composta por Watanabe, um mestre do mundo das anisons; e uma balada escrita e composta por Kageyama."

## Faixas
| N.º | Título                                     | Letras       | Música          | Arranjo      | Duração |  |
| 1.  | "Kurenai no Ryuuseiki"                     | Toshi        | Chumei Watanabe | C. Watanabe  | 3:50    |  |
| 2.  | "Uchuu ni Yume wo!"                        | H. Kageyama  | H. Kageyama     | Kenichi Sudo |         |  |
| 3.  | "Kurenai no Ryuuseiki <off vocal version>" | instrumental | C. Watanabe     | C. Watanabe  | 3:50    |  |
| 4.  | "Uchuu ni Yume wo! <off vocal version>"    | instrumental | H. Kageyama     | K. Sudo      |         |  |